# پروژه ماشین‌ها ۳
پروژه ماشین‌ها ۳ (انگلیسی: Project CARS 3) یک بازی ویدئویی در سبک شبیه‌ساز رانندگی است که توسط اسلایتلی مد استودیوز توسعه یافته و به‌وسیلهٔ باندای نامکو انترتینمنت در ۲۸ اوت ۲۰۲۰ و در پلت‌فرم‌های مایکروسافت ویندوز، پلی‌استیشن ۴ و اکس‌باکس وان منتشر شده‌است. این بازی با استقبال ضعیف مردم مواجه شد و به‌دلیل دور شدن از ویژگی‌های اصلی نسبت به نسخه‌های قبلی مورد انتقاد قرار گرفت.

## توسعه و انتشار
پروژه ماشین‌ها ۳ همانند نسخه‌های پیشین توسط اسلایتلی مود استودیو ساخته شده و به‌وسیلهٔ باندای نامکو انترتینمنت انتشار یافته‌است. توسعهٔ این بازی در پاییز سال ۲۰۱۸ و پس از موفقیت تجاری پروژه ماشین‌ها ۲ آغاز شد. در این بازی به‌جای استفاده از موتور گیمینگ اجو از همان موتور به کار رفته در عنوان قبلی استفاده شده‌است. این بازی در تاریخ ۲۸ اوت ۲۰۲۰ در پلت‌فرم‌های مایکروسافت ویندوز، پلی‌استیشن ۴ و اکس‌باکس وان منتشر شد.
از تغییرات این بازی نسبت به نسخهٔ پیشین می‌توان به اضافه شدن ماشین‌های جدید از جمله آئودی تی‌تی‌اس، کونیگزگ جسکو، لوتوس اوایا و بوگاتی شیرون و همچنین اضافه شدن پیست‌های جدید مانند پیست ژوزه کارلوس پیس، پیست خرز و توسکانی اشاره کرد.

## بازتاب‌ها
| گردآورنده | امتیاز                                                 |
| --------- | ------------------------------------------------------ |
| متاکریتیک | ویندوز: ۶۸٫۱۰۰ پلی‌استیشن ۴: ۶۹٫۱۰۰ اکس‌باکس وان: ۷۱٫۱۰۰ |

| ناشر              | امتیاز |
| ----------------- | ------ |
| گیم‌اسپات          | ۷۰٪    |
| آی‌جی‌ان            | ۶٫۱۰   |
| Jeuxvideo.com     | ۱۳٫۲۰  |
| اوپی‌ام (بریتانیا) | ۶٫۱۰   |
| پوش اسکوئر        | ۶٫۱۰   |
| Metro             | ۸٫۱۰   |
| Screenrant        | ۳٫۵    |
| Hardcore Gamer    | ۴٫۵    |

### فروش
این بازی در جدول فروش هفتگی بازی‌های فیزیکی ایالات متحده به رتبه ۵ و در بریتانیا به رتبه ۱۷ رسید و ۸۶ درصد کمتر از نسخهٔ قبل فروش داشت. نسخهٔ پلی‌استیشن ۴ این بازی در هفتهٔ اول فروش خود در ژاپن ۲٬۴۰۴ نسخه فروخت و به بیست و چهارمین بازی پرفروش هفته در این کشور تبدیل شد.

### جوایز
| سال  | جایزه        | رده                  | نتیجه |
| ---- | ------------ | -------------------- | ----- |
| ۲۰۲۰ | گیمزکام ۲۰۲۰ | بهترین بازی شبیه‌سازی | برنده |